# Weltraum

Schichten der Atmosphäre (nicht maßstabsgetreu)

Der Weltraum (umgangssprachlich auch Weltall bzw. kurz All genannt) bezeichnet den Raum zwischen Himmelskörpern. Die Atmosphären von festen und gasförmigen Himmelskörpern (wie Sternen und Planeten) haben keine feste Grenze nach oben, sondern werden mit zunehmendem Abstand zum Himmelskörper allmählich immer dünner. Ab einer bestimmten Höhe spricht man vom Beginn des Weltraums.
Im Weltraum herrscht ein Hochvakuum mit niedriger Teilchendichte. Er ist aber kein leerer Raum, sondern enthält Gase, kosmischen Staub und Elementarteilchen (Neutrinos, kosmische Strahlung, Partikel), außerdem elektrische und magnetische Felder, Gravitationsfelder und elektromagnetische Wellen (Photonen). Das fast vollständige Vakuum im Weltraum macht ihn außerordentlich durchsichtig und erlaubt die Beobachtung extrem entfernter Objekte, etwa anderer Galaxien. Jedoch können Nebel aus interstellarer Materie die Sicht auf dahinterliegende Objekte auch stark behindern.
Der Begriff des Weltraums ist nicht gleichzusetzen mit dem Weltall, welches eine eingedeutschte Bezeichnung für das Universum insgesamt ist und somit alles, also auch die Sterne und Planeten selbst, mit einschließt. Dennoch wird das deutsche Wort „Weltall“ oder „All“ umgangssprachlich mit der Bedeutung „Weltraum“ verwendet.
Die Erforschung des Weltraums wird Weltraumforschung genannt. Reisen oder Transporte in oder durch den Weltraum werden als Raumfahrt bezeichnet.

## Übergang zum Weltraum

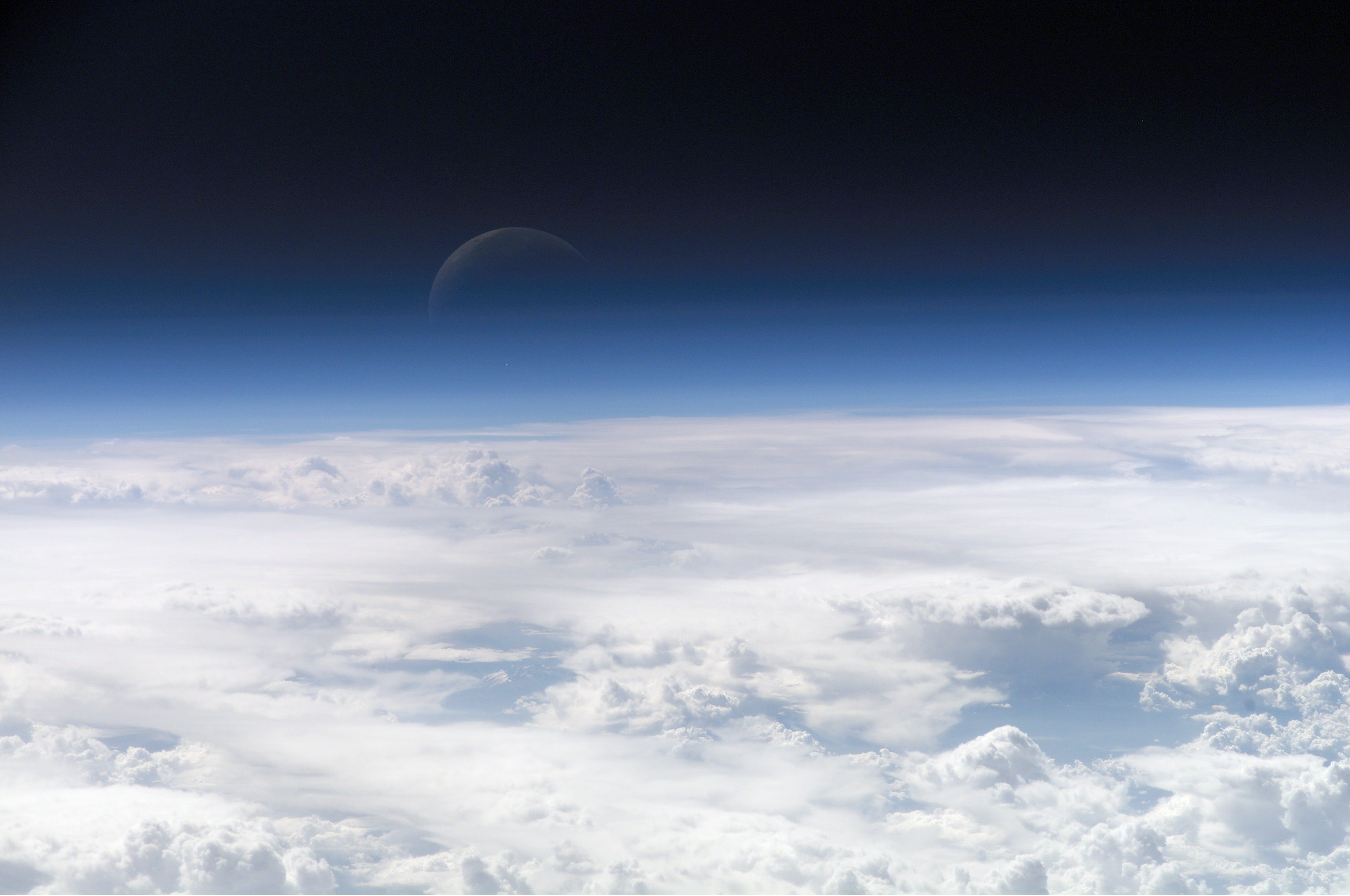
Die Übergangszone zwischen der Erdatmosphäre und dem Weltraum, mit der Mondsichel im Hintergrund. Foto von der ISS aufgenommen.

Der Übergang zwischen der Erdatmosphäre und dem Weltraum ist fließend. Die Fédération Aéronautique Internationale (FAI) definiert die Grenze zum Weltraum bei 100 Kilometern Höhe über dem Meeresspiegel, der Kármán-Linie. In dieser Höhe ist die Geschwindigkeit, die benötigt wird, um Auftrieb zum Fliegen zu erhalten, gleich hoch wie die Umlaufgeschwindigkeit eines Satelliten, so dass man oberhalb dieser Linie nicht mehr sinnvoll von Luftfahrt sprechen kann. Davon abweichend definieren die US-amerikanische NASA und die US Air Force bereits die Höhe von 50 Meilen (circa 80 km) als Beginn des Weltraums. Beide als Grenzen vorgeschlagenen Höhen liegen in der Hochatmosphäre.
Eine andere Höhendefinition, die diskutiert wird, ist die niedrigstmögliche Perigäumshöhe eines Erdsatelliten, da die dünne Atmosphäre auch oberhalb von 100 Kilometern noch eine nicht zu vernachlässigende Bremswirkung hat. Bei einem die Erde elliptisch umkreisenden Raumflugkörper mit Antrieb liegt die niedrigstmögliche Perigäumshöhe bei etwa 130 Kilometern. Bei einem Raumflugkörper ohne Antrieb liegt sie bei ungefähr 150 Kilometern. Aber selbst in 400 Kilometern, der Flughöhe der Internationalen Raumstation, ist noch eine Bremswirkung der Atmosphäre spürbar, durch die die ISS ständig leicht an Höhe verliert und immer wieder von angedockten Raumschiffen auf eine höhere Umlaufbahn zurückgeschoben werden muss.
Die Kármán-Linie der Venus befindet sich bei ungefähr 250 Kilometern Höhe, die des Mars bei etwa 80 Kilometern. Bei Himmelskörpern, die keine oder fast keine Atmosphäre haben, wie etwa dem Merkur, dem Erdmond oder Asteroiden, beginnt der Weltraum direkt an der Oberfläche des Körpers.
Beim Wiedereintritt von Raumflugkörpern in die Atmosphäre wird für die Berechnung der Flugbahn eine Wiedereintrittshöhe so festgelegt, dass bis zum Wiedereintrittspunkt der Einfluss der Atmosphäre praktisch vernachlässigbar ist; ab diesem Punkt muss er einkalkuliert werden. Üblicherweise ist die Wiedereintrittshöhe gleich oder höher der Kármán-Linie. Die NASA verwendet bei der Erde als Wiedereintrittshöhe den Wert von 400.000 Fuß (ca. 122 Kilometer).
In der bemannten Raumfahrt wird die Grenze physikalisch durch das Erreichen der für eine Erdumlaufbahn nötigen ersten kosmischen Geschwindigkeit definiert, welche erforderlich ist, um die Erde wirklich verlassen zu können.

## Bereiche

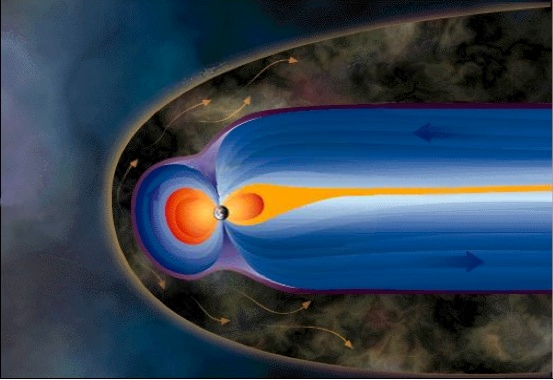
Die Magnetosphäre schirmt die Erde gegen den Sonnenwind ab: Auf der Tagseite entsteht eine zusammengepresste Bugstoßwelle, auf der Nachtseite ein langer Magnetschweif.

Es gibt im Weltraum große Unterschiede zwischen dem erdnahen Weltraum, dem interplanetaren Raum, dem interstellaren Raum, dem intergalaktischen Raum und den Voids.

### Erdnaher Weltraum
Der erdnahe Weltraum, englisch Geospace genannt, wird vom Erdmagnetfeld (und nicht vom Magnetfeld der Sonne) dominiert. Er reicht von den oberen Regionen der Atmosphäre bis an die Grenze der irdischen Magnetosphäre. Diese misst auf der Sonnenseite etwa zehn Erdradien (etwa 60.000 km), auf der Nachtseite in Form eines langen Schweifs etwa hundert Erdradien (600.000 km). Die irdische Magnetosphäre lenkt den von der Sonne abströmenden Sonnenwind um die Erde herum ab und schützt sie so vor dem größten Teil des für Lebewesen gefährlichen Teilchenstroms. Nur ein kleiner Teil des Sonnenwinds gelangt in Polnähe in die Erdatmosphäre und wird dort als Polarlicht sichtbar.
Veränderungen des interplanetaren Mediums im erdnahen Raum werden als Weltraumwetter bezeichnet. Hauptsächliche Ursachen sind Veränderungen im Sonnenwind und der kosmischen Strahlung der Milchstraße. Durch diese Einflüsse gelangen in unregelmäßigen Abständen verstärkt Materie, Teilchen- und Strahlungsströme in das Umfeld der Erde.
Nicht alle Himmelskörper haben solche Magnetfelder. So ist zum Beispiel der Mond dem Sonnenwind schutzlos ausgesetzt.
Der innere Bereich der irdischen Magnetosphäre ist die von relativ kühlem Plasma erfüllte torusförmige Plasmasphäre (in der nebenstehenden Grafik rot eingezeichnet). Ebenfalls befindet sich in der irdischen Magnetosphäre ein torusförmiger Strahlungsgürtel, der Van-Allen-Gürtel. In diesem Teil des erdnahen Weltraums herrscht eine harte ionisierende Strahlung.

### Interplanetarer Raum

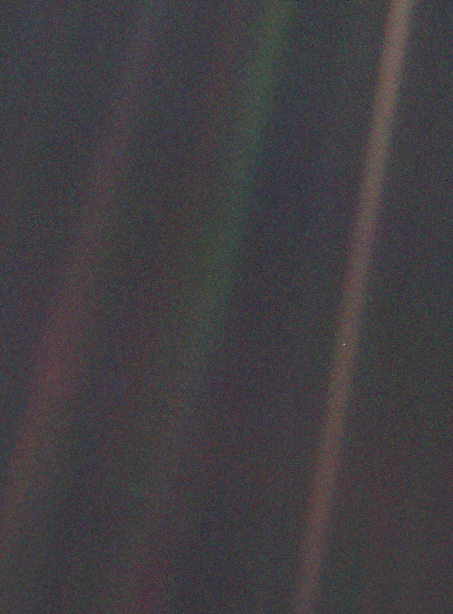
Zum Erkennen auf das Bild klicken: Das „Raumschiff Erde“ als winziger „blassblauer Punkt“ („Pale Blue Dot“) im interplanetaren Raum, aus einer Entfernung von etwa 40,5 AU (ca. 6 Mrd. km), aufgenommen von der Raumsonde Voyager 1 am 14. Februar 1990. Die farbigen Streifen sind Beugungsmuster der Kameralinse.

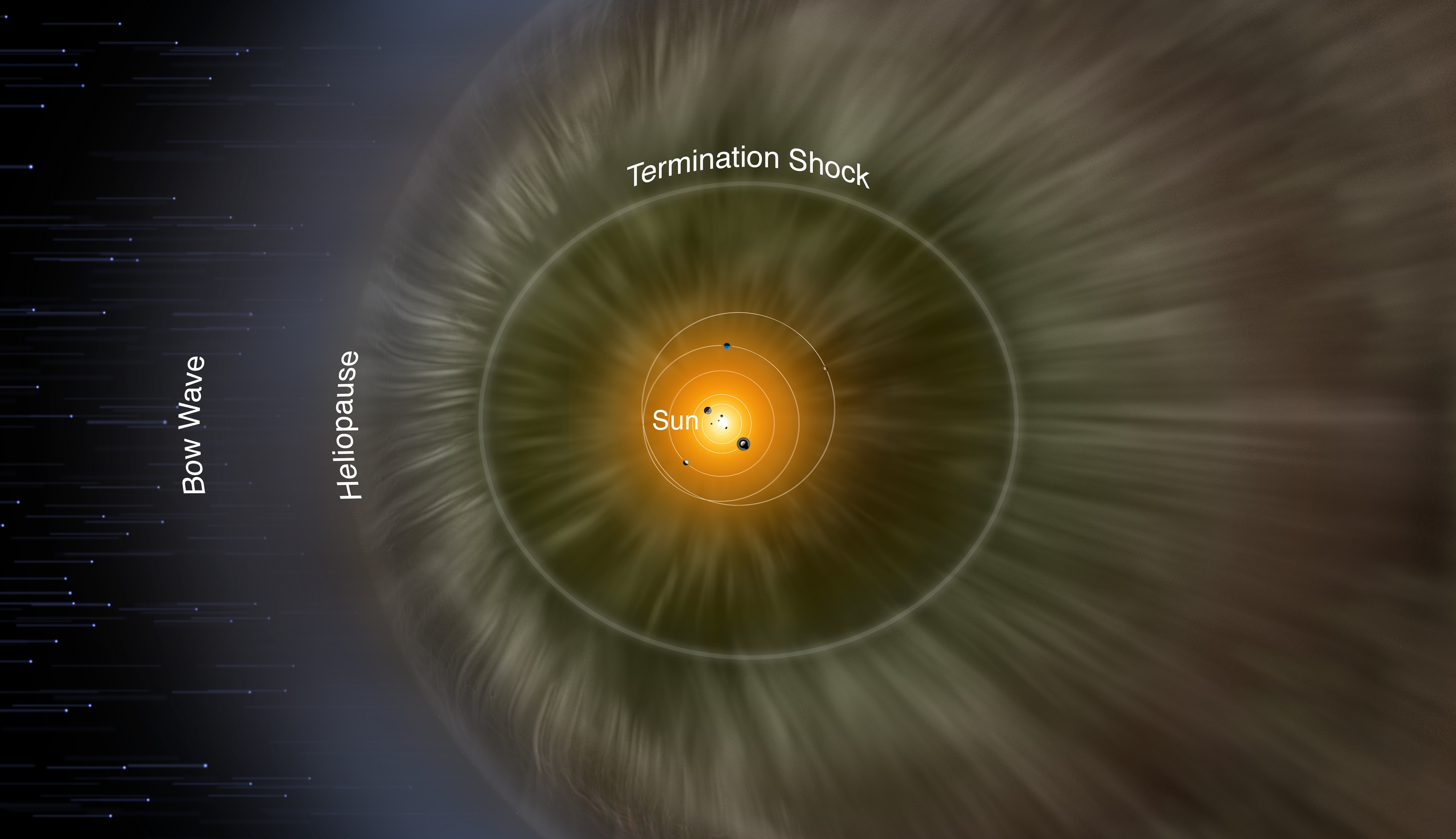
Die Heliosphäre unter dem Einfluss des interstellaren Gases

Der interplanetare Raum ist der vom interplanetaren Staub, vom Sonnenwind und dem Magnetfeld der Sonne erfüllte Raum im Sonnensystem. Das Magnetfeld der Sonne interagiert mit dem Sonnenwind und bestimmt maßgeblich seinen Fluss. Umgekehrt leitet und verstärkt aber auch der Sonnenwind als elektrisch leitendes Plasma das Magnetfeld der Sonne.
Der interplanetare Raum ist der Raum innerhalb der Heliosphäre bis zur Grenzschicht der Heliopause. Die Heliosphäre hat einen geschätzten Radius von etwa 110 bis 150 AE und schützt das Sonnensystem und die Planeten wiederum vor sehr energiereichen Teilchen der kosmischen Strahlung.

### Interstellarer Raum

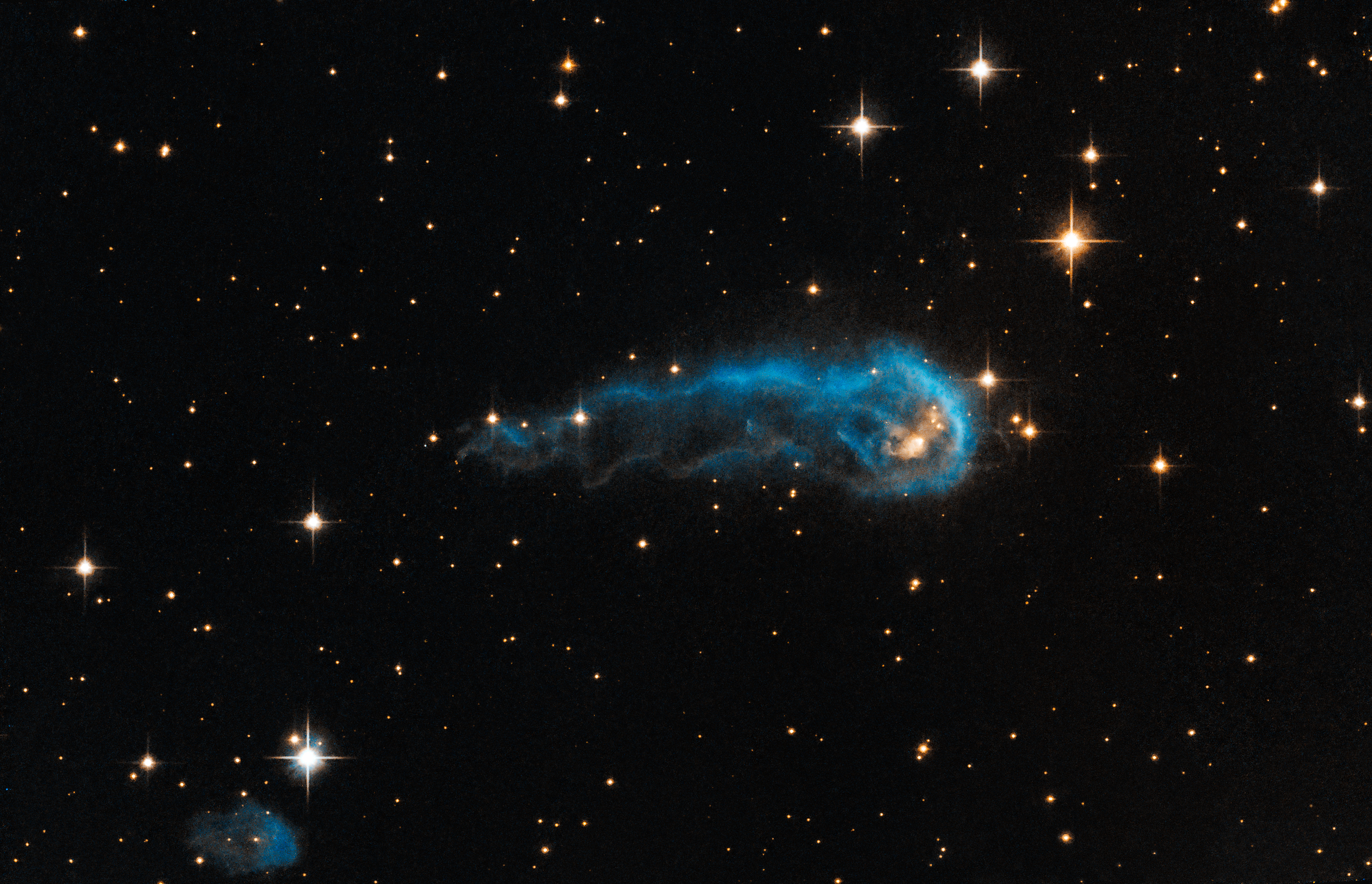
Interstellare Gas- und Staubwolke mit einer Länge von ca. einem Lichtjahr

Dunkle Sternengeburtsstätten im Adlernebel

Der interstellare Raum bezeichnet den Raum zwischen den Astropausen der Sterne innerhalb einer Galaxie. Er ist von der interstellaren Materie und vom galaktischen Magnetfeld erfüllt. Die interstellare Materie spielt eine wesentliche Rolle in der Astrophysik, da aus ihr Sterne entstehen, die mit Sternwinden und Supernovae auch wieder Materie in den interstellaren Raum abgeben.
Es gibt im interstellaren Raum Regionen mit höherer Teilchendichte, die interstellare Wolken genannt werden. Man unterscheidet nach ihrer Dichte, Größe und Temperatur verschiedene Typen solcher Wolken: in H-I-Gebieten liegt der Wasserstoff neutral atomar vor, in H-II-Gebieten ionisiert atomar (ein Plasmazustand aus einzelnen Protonen), und in Molekülwolken als molekularer Wasserstoff (H2). Durch gravitative Zusammenziehung entstehen aus Molekülwolken neue Sternensysteme. Auch das Sonnensystem ist aus einer solchen Wolke entstanden, der Urwolke.
Die Materiedichte im interstellaren Medium kann stark variieren. Im Durchschnitt beträgt sie etwa 106 Teilchen pro Kubikmeter, aber in kalten Molekülwolken kann sie 108 bis 1012 Teilchen pro Kubikmeter betragen. Riesenmolekülwolken können die millionenfache Masse der Sonne haben und machen einen erheblichen Anteil der Masse im interstellaren Medium aus.
An den Grenzen der Astropausen können, wenn die Geschwindigkeit des Sterns relativ zum interstellaren Medium groß genug ist, Stoßfronten (englisch bow shocks) auftreten. Im Fall der Sonne ist die Geschwindigkeit hierfür vermutlich zu gering, so dass statt einer Bugstoßwelle nur eine relativ sanfte Bugwelle angenommen wird.
Am 12. September 2013 verkündete die NASA, dass die Raumsonde Voyager 1 am 25. August 2012 die Heliosphäre verlassen habe, als sie einen plötzlichen Anstieg der Plasmadichte registrierte. Voyager 1 hat demnach als erstes menschengeschaffenes Objekt den interstellaren Raum erreicht. Die Schwestersonde Voyager 2 verließ die Heliosphäre als zweites Objekt am 5. November 2018.
Die Sonne durchquert seit ca. 100.000 Jahren die Lokale Flocke, eine Region im interstellaren Raum mit höherer Dichte als ihre Umgebung, und wird diese voraussichtlich in 10.000 bis 20.000 Jahren wieder verlassen. Die Lokale Flocke befindet sich innerhalb der Lokalen Blase, einer Region der Milchstraße mit niedrigerer Dichte.

### Intergalaktischer Raum

Computersimulation eines Raums von 43×43×43 Megaparsec: Sie zeigt im logarithmischen Zeitraffer, wie sich Regionen größerer Materiedichte durch Gravitation zusammenziehen und dabei kosmische Voids entstehen.

Der intergalaktische Raum ist der Raum zwischen Galaxien. Der größte Teil des Universums ist intergalaktischer Raum. Das intergalaktische Medium besteht hauptsächlich aus ionisiertem Wasserstoff-Gas/-Plasma (HII), also gleichen Mengen freier Protonen und Elektronen.
Das intergalaktische Medium zwischen den Galaxien ist nicht gleichförmig verteilt, sondern liegt in fadenförmigen Verbindungen, den Filamenten, vor. In deren Knotenpunkten befinden sich Galaxienhaufen und Superhaufen. Zwischen den Filamenten gibt es riesige Leerräume mit sehr viel geringerer Materiedichte, genannt Voids. Die Voids enthalten nur wenige Galaxien. Die Filamente und Voids sind die größten zurzeit bekannten Strukturen im Universum.
Das intergalaktische Medium wird in zwei Arten eingeteilt. Das Gas, das aus den Voids in den Bereich der Filamente strömt, heizt sich dabei auf Temperaturen von 105 K bis 107 K auf. Dies ist heiß genug, dass bei Kollisionen von Atomen die Elektronen von den Wasserstoffkernen getrennt werden, weshalb es als ionisiertes Plasma vorliegt. Dieses wird das Warm-Hot Intergalactic Medium (warm-heiße intergalaktische Medium, WHIM) genannt. (Obwohl das Plasma nach irdischen Standards sehr heiß ist, wird in der Astrophysik 105 K oft als „warm“ bezeichnet.) Computersimulationen und Beobachtungen deuten an, dass bis zur Hälfte aller atomaren Masse im Universum in diesem verdünnten, warm-heißen Plasmazustand existiert.
Dort, wo Gas von den Filamentenstrukturen des WHIM in die Knotenpunkte der kosmischen Filamente strömt, heizt es sich noch weiter auf und erreicht Temperaturen von 107 K bis 108 K, manchmal auch darüber. Dieses intergalaktische Medium wird Intracluster-Medium (ICM) genannt. Es ist durch seine starke Emission von Röntgenstrahlung beobachtbar.

## Temperatur des Weltraums
Dem Raum selbst lässt sich keine Temperatur zuordnen, sondern nur seiner Materie und den in ihm wirkenden Strahlungen. Die (sehr dünn verteilte) Materie im Weltraum kann sehr hohe Temperaturen aufweisen. Die irdische Hochatmosphäre erreicht Temperaturen von ca. 1400 Kelvin. Das intergalaktische Plasma mit einer Dichte von weniger als einem Wasserstoffatom pro Kubikmeter kann Temperaturen von mehreren Millionen Kelvin erreichen; in einem Galaxienhaufen wie dem Perseushaufen auch 100 Millionen Kelvin. Die hohe Temperatur resultiert aus der hohen Geschwindigkeit der Teilchen. Sie zeigt sich beispielsweise in einer starken Röntgenstrahlung, die von so heißem intergalaktischen Plasma ausgeht. Ein gewöhnliches Thermometer würde allerdings Temperaturen nahe dem absoluten Nullpunkt anzeigen, da die Teilchendichte viel zu gering ist, um einen messbaren Wärmetransport zu bewirken. Im Weltraum ist es also gewissermaßen gleichzeitig „extrem heiß“ und „extrem kalt“.
Die in alle Richtungen gemessene Mikrowellen-Hintergrundstrahlung beträgt 2,725 Kelvin (−270,425 °C) und ist die theoretische Gleichgewichtstemperatur von Materie, wenn diese keine eigene Wärmestrahlung durch Energieumwandlung erzeugt. Wegen des Joule-Thomson-Effekts gibt es aber auch kältere Regionen. Im Bumerangnebel herrscht die kälteste natürliche Temperatur mit minus 272 Grad Celsius – nur ein Grad über dem absoluten Nullpunkt.
Festkörper im erdnahen oder interplanetaren Weltraum erfahren auf ihrer sonnenzugewandten Seite große Strahlungswärme, auf ihrer sonnenabgewandten Seite dagegen große Kälte, weil sie dort ihre Wärmeenergie selbst in den Weltraum abstrahlen. Beispielsweise wird die Oberfläche des Erdmonds auf der sonnenzugewandten Seite bis zu 130 °C heiß, auf der sonnenabgewandten Seite fällt sie auf etwa −160 °C. Ebenso wird auch beispielsweise der Raumanzug eines Astronauten, der bei der Internationalen Raumstation einen Außenbordeinsatz unternimmt, auf der sonnenzugewandten Seite etwa 100 °C heiß. Auf der Nachtseite der Erde ist die Sonnenstrahlung abgeschattet, und die schwache Infrarotstrahlung der Erde lässt den Raumanzug auf etwa −100 °C abkühlen.

## Schall im Weltraum
Schall benötigt zur Ausbreitung ein materielles (festes, flüssiges, gasförmiges) Medium. Daher kann sich im Weltraum kein hörbarer Schall ausbreiten; es herrscht die sprichwörtliche Lautlosigkeit.
Der Weltraum ist aber kein absolutes Vakuum, sondern enthält extrem verdünntes Gas. Die Schallgeschwindigkeit, also die Geschwindigkeit, mit der sich Störungen der Dichte bzw. des Druckes im Gas fortbewegen, ist dabei – wie allgemein bei Gasen – von der Dichte und Temperatur abhängig. Im interplanetaren Medium beträgt sie auf Höhe der Erdbahn 60 km/s. Schallphänomene lassen sich astronomisch beobachten: Innerhalb der Heliosphäre tritt eine Schockwelle auf, wenn der Plasma des Sonnenwinds auf Unterschallgeschwindigkeit abgebremst wird (Randstoßwelle). Vor Sternen, die sich mit Überschallgeschwindigkeit durch das interstellare Medium bewegen, entsteht eine Bugstoßwelle.

## Weltraum und Schwerelosigkeit
Entgegen einer häufigen Laienvorstellung herrscht im Weltraum keinesfalls pauschal Schwerelosigkeit. Die Gravitationskraft der gegenseitigen Anziehung von Massen wirkt überall und über weiteste Distanzen. Schwerelosigkeit tritt im Weltall immer dann auf, wenn ein Körper ausschließlich gravitative Beschleunigungen erfährt, so dass er im freien Fall ist. Gegebenenfalls führt der freie Fall den Körper auf einer Umlaufbahn um einen Himmelskörper herum.
Immer dann, wenn ein Raumflugkörper aus eigenem Antrieb beschleunigt oder bremst, ist er nicht mehr im freien Fall und es wird eine Beschleunigungskraft (g-Kraft) spürbar. Ein rotierender Körper erfährt außerdem eine seiner Größe und Rotationsgeschwindigkeit entsprechende Zentrifugalkraft. Beide Kräfte werden durch die Trägheit des Körpers verursacht.
Auch immer dann, wenn ein Körper in seinem Fall gehemmt wird, erfährt er durch eine Gegenkraft Schwere. Bei einem Planeten oder Mond ohne Atmosphäre (etwa dem Erdmond) reicht der Weltraum bis zum Boden. Alle Objekte auf der Oberfläche des Himmelskörpers befinden sich somit auch zugleich im Weltraum. Da ihr Fall durch den Boden gehemmt wird, erfahren sie keine Schwerelosigkeit, sondern die normale Schwerkraft des Himmelskörpers.

## Der Mensch im Weltraum

### Raumfahrt

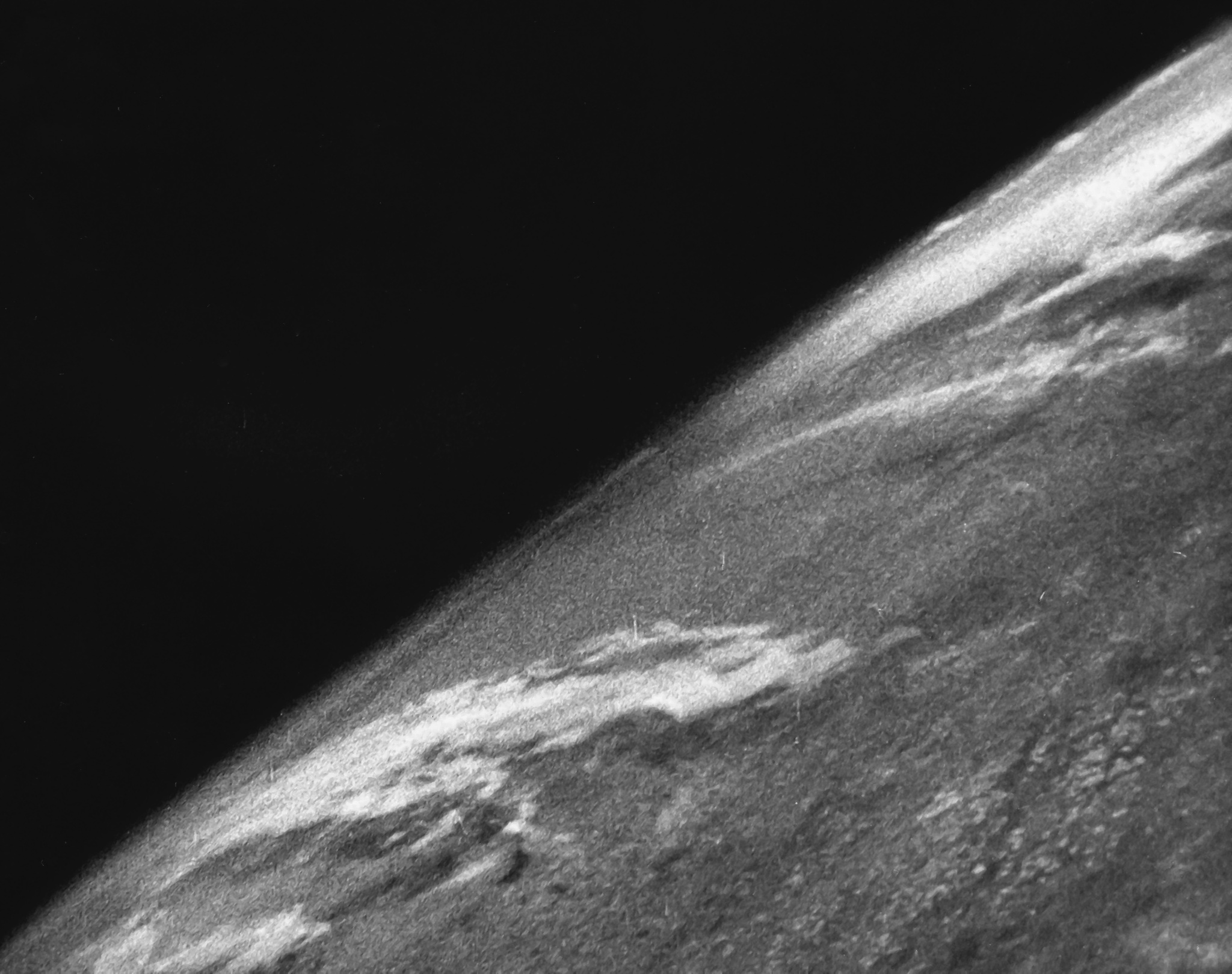
Erstes Foto aus dem Weltraum, aus ca. 105 km Höhe von einer modifizierten White-Sands-A4 aufgenommen, 24. Oktober 1946

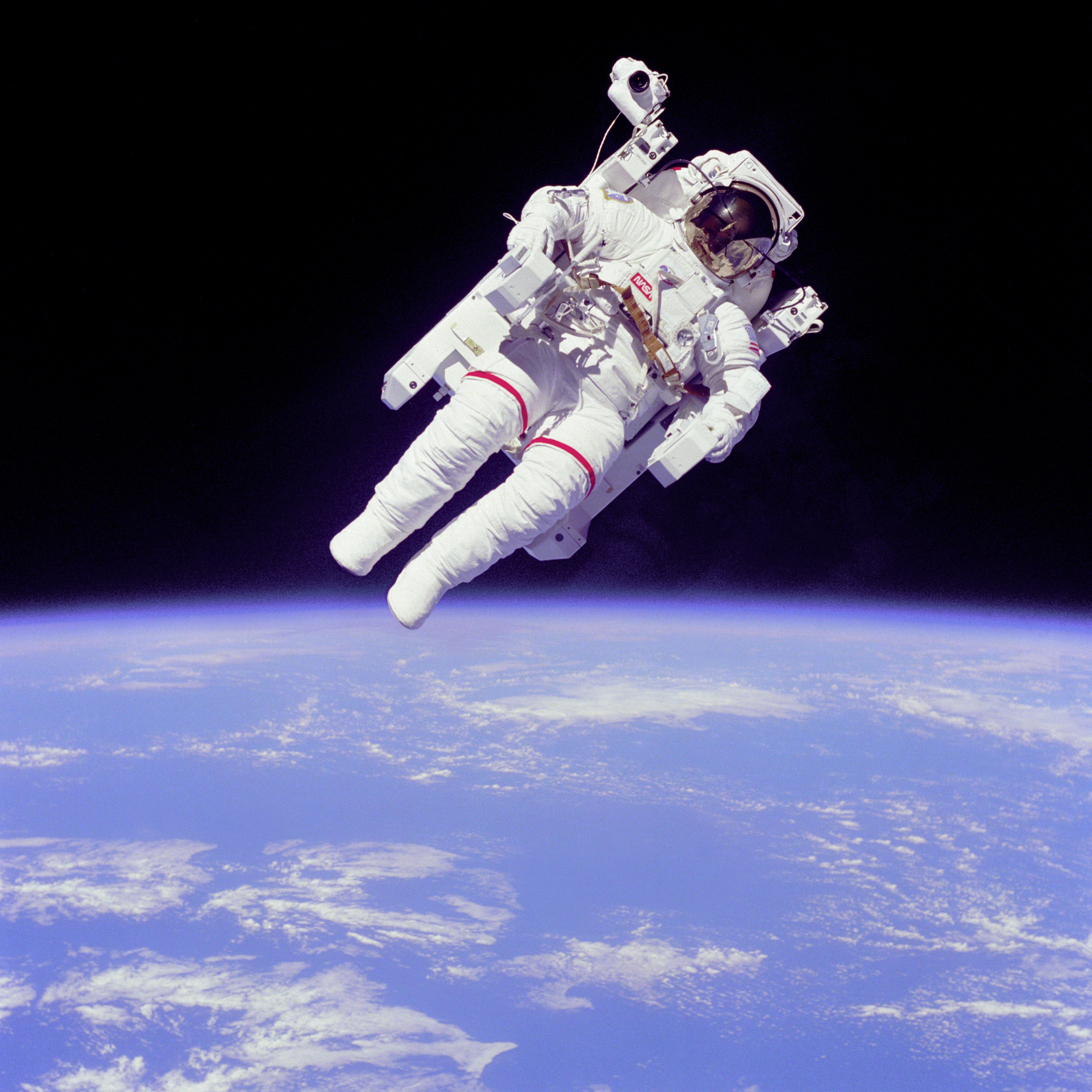
Astronaut Bruce McCandless (1984)

Die Geschichte der Raumfahrt beginnt mit der Entwicklung der Rakete und der Raketentechnik, insbesondere von Raketentriebwerken. Siehe Liste der Listen von Trägerraketenstarts.

#### Unbemannte Raumfahrt
Die ersten von Menschen geschaffenen Objekte, die die Grenze zum Weltraum durchstießen, waren ballistische Artillerie-Raketenwaffen vom Typ Aggregat 4 (kurz „A4“, darunter der Typ MW 18014), die im Zweiten Weltkrieg vom Deutschen Reich unter der Leitung von Wernher von Braun ab 1942 getestet und ab September 1944 kriegerisch eingesetzt wurden. Die nationalsozialistische Propaganda taufte dieses Raketenmodell im Jahr 1944 „Vergeltungswaffe 2“, kurz „V2“.
Mit der Operation Overcast und nachfolgender Programme wurden nach dem Zweiten Weltkrieg die führenden deutschen Raketentechniker einschließlich Wernher von Braun in die USA übersiedelt. Mit der erbeuteten Technik des A4 und den deutschen Ingenieuren begannen die US-amerikanischen Raumfahrtentwicklungen.
Die sowjetische Raumfahrt nahm ebenfalls ihren Beginn in der deutschen A4-Rakete, die nach 1945, begleitet von einer Reihe von Raketen-Ingenieuren, als Kriegsbeute in die Sowjetunion kam. Unter Sergei Pawlowitsch Koroljow wurde zunächst das A4 nachgebaut, dann ab 1950 die weltweit erste Interkontinentalrakete und Trägerrakete R-7 entwickelt und diese ab 1953 eingesetzt. Mit einer R-7 startete auch 1957 der erste künstliche Erdsatellit Sputnik 1. Dieser machte klar, dass die Sowjetunion in der Entwicklung ihrer Raumfahrt technologisch den USA mindestens ebenbürtig war („Sputnikschock“).
In der unbemannten Raumfahrt werden als Raumflugkörper unter anderem Trägerraketen, künstliche Satelliten, Raumsonden und Weltraumteleskope eingesetzt.

#### Bemannte Raumfahrt
Die bemannte Raumfahrt begann im Zeitalter des Kalten Krieges während des „Wettlaufs ins All“ zwischen den verfeindeten Supermächten USA und Sowjetunion. Der erste Mensch im Weltraum war am 12. April 1961 der sowjetische Kosmonaut Juri Gagarin. Der erste US-Astronaut im All wenige Wochen später am 5. Mai 1961 war Alan Shepard; die erste (und für lange Zeit die einzige) Frau im Weltraum war 1963 Walentina Wladimirowna Tereschkowa. 1965 war Alexei Leonow der erste Mensch, der in einem Raumanzug sein Raumschiff verließ und bei einem Außenbordeinsatz frei im Weltraum schwebte. Der erste Deutsche 1978 Sigmund Jähn; der erste Österreicher 1991 Franz Viehböck, und der erste (und bisher einzige) Schweizer 1992 Claude Nicollier.
Unter der Leitung Wernher von Brauns wurde für die zivile US-Bundesbehörde NASA im Rahmen des US-amerikanischen Apollo-Programms die Familie der Saturn-Raketen entwickelt. Mit diesen leistungsstarken Trägerraketen, deren Einsatz 1961 begann und 1975 endete, wurden zum ersten und bisher einzigen Mal Menschen weiter als in eine niedrige Erdumlaufbahn gebracht. Insgesamt wurden mit Saturn-Raketen 24 Astronauten zum Mond geflogen, von denen 12 die Mondoberfläche betraten. Das sowjetische bemannte Mondprogramm wurde nach 4 Fehlstarts der großen N1-Rakete eingestellt, ohne dass ein Kosmonaut den Mond betreten hat.
In der bemannten Raumfahrt kommen Trägerraketen, Raumschiffe, Raumfähren, Raumflugzeuge und Raumstationen zum Einsatz.

### Weltraumrecht
Der Teilbereich des Rechts, der einen Bezug zu nationalen und internationalen Aktivitäten im Weltraum hat, wird Weltraumrecht genannt.
Der von den Vereinten Nationen 1967 verabschiedete Weltraumvertrag (Vertrag über die Grundsätze zur Regelung der Tätigkeiten von Staaten bei der Erforschung und Nutzung des Weltraums einschließlich des Mondes und anderer Himmelskörper – Treaty on Principles Governing the Activities of States in the Exploration and Use of Outer Space, including the Moon and Other Celestial Bodies) ist das grundlegende Vertragswerk des Weltraumrechts.

### Erschließung von Rohstoffen

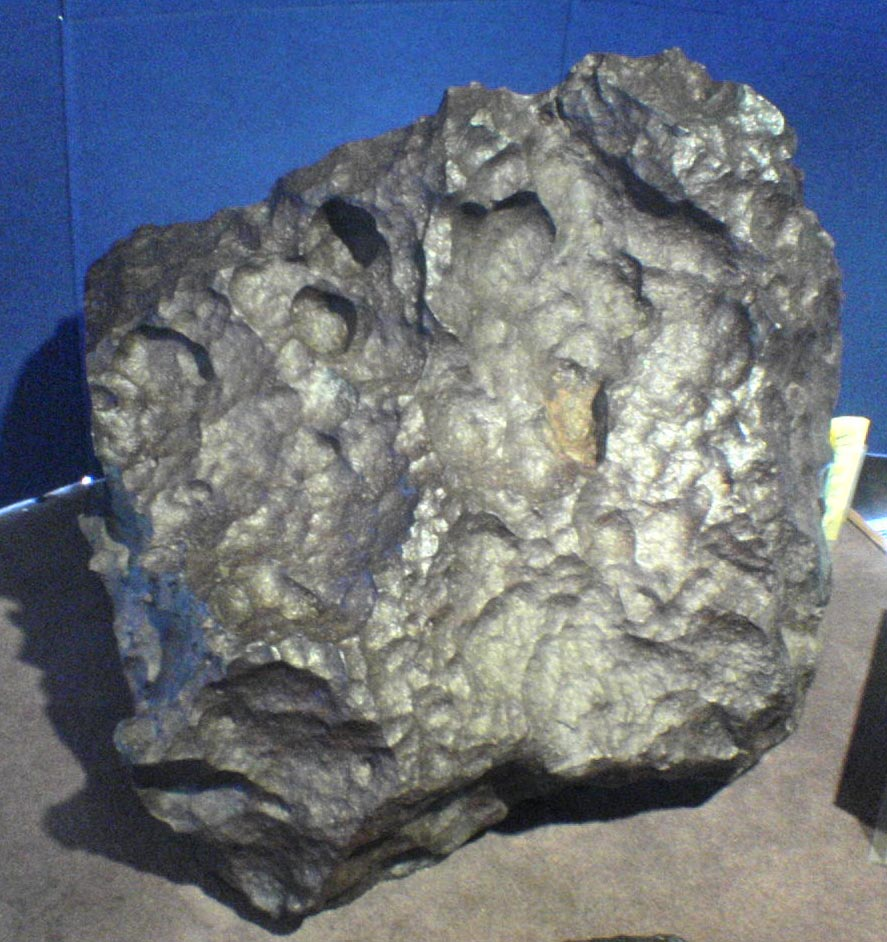
Meteoriten erlauben Schlüsse auf die chemische Zusammensetzung von Asteroiden

Es wird davon ausgegangen, dass auf bzw. in Himmelskörpern im Weltraum Rohstoffe wie Gesteine, Edelmetalle oder seltene Erden in großem Ausmaß und mit großem wirtschaftlichen Wert zu finden sind. Erdnahe Asteroiden beispielsweise bestehen zu 30 % aus Metallen wie Eisen und Nickel, in kleineren Anteilen auch Kobalt, Gold oder Platin.
Noch ist Bergbau im Weltraum nicht mehr als ein Sammelbegriff für entsprechende Zukunftsvisionen und Konzepte.
2014 stellten ESA-Forscher auf der ESOF-Wissenschaftskonferenz in Kopenhagen Ideen zur wirtschaftlichen Erschließung des Mondes vor.
Die USA beschlossen 2015 ein Gesetz zur kommerziellen Nutzung von Gesteinen im Weltraum für ihre Bürger. Das US-Unternehmen Deep Space Industries (DSI), das diesen potenziellen Sektor erschließen möchte, zog im Jahr 2016 Parallelen zur historischen Landnahme im Wilden Westen und dem kalifornischen Goldrausch im 19. Jahrhundert, um Investoren anzuziehen.
Der EU-Kleinstaat Luxemburg legte im November 2016 einen Gesetzentwurf zur Förderung von Rohstoffen im Weltraum vor, der Forschern und Investoren Rechtssicherheit über etwaiges Eigentum an Material aus dem Weltall geben soll. Die von Luxemburg gegründete Initiative Space Resources soll Rohstoffe wie Metalle und Mineralien, aber auch Wasser von erdnahen Himmelskörpern abbauen. Diese sollen vor allem im Weltraum für die Raumfahrt genutzt werden und eine neue Weltraumindustrie ermöglichen: Wasser- und Sauerstoff könnten als Treibstoff für Raumfahrzeuge genutzt oder Astronauten mit auf Asteroiden gefundenem Wasser versorgt werden. US-Unternehmen wie DSI und Planetary Resources (PR) haben in Luxemburg bereits Europa-Niederlassungen etabliert. Luxemburgs Regierung selbst fördert den „Weltraumbergbau“ zunächst mit 200 Millionen Euro.